# Маријанске Лазње
Маријанске Лазње  (чеш. Mariánské Lázně), је град у Карловарском крају, у округу Хеб. Налази се 25 km југоисточно од Хеба. Град заузима површину од око 51,78 km² и има 14 293 становника и спада у најмлађи град међу оближњим западночешким бањским градовима.

## Минерални извори
У граду и околини извире на 100 минералних извора са садржајем карбон оксида и минералним солима од којих се упоребљава 53 извора. За пијаће куре се употребљава 6 главних извора. Извори су становницима околних села били познати давно пре оснивања бање.

## Историја града
Место где сада лежи други по величини бањски град Маријанске Лазње било је пре пуно бара и сасвим пусто.
Године 1197. изворе оснива угледан племић и монах манастира Хрозната под чију је управо спадало земљиште данашње бање. Монаси су били први који су уочили слани прамен и покушали су да добијају и со овде. Ова со је била касније успешно продавана као средство против опстипације.
О лековитости минералних вода колале су разне приче и ка праменовима су похрлили многи болесници. Представници манастира су направили путеве и омогућили приступ изворима. Први покушаји да се оснује бања нису били успешни. Мештани нису имали поверења у бању.
За владе Марије Терезије извори су били поново анализирани а у то се време појављује и име Маријенбад. 
За настанак бање заслужан је био лекар Јан Јосеф Нер који је открио да вода са извора повољно делује на варење и сан монаха. Манастир се борио да добије дозволе за градњу бањског објекта а 1818. добио је статус бањског града. Назив Маријенбад добио је по Маријином извору који је по свом чудном мирису пре био називан Смрдљивим. Данашни назив је наводно добио по Маријанској слици коју је војник у знак захвалности прикачио за излечење враћајући се из рата јер је залечио ране. За даљи развој града је заслужан монах из Тепле Карел Гаштар Рајтенберг који је ту саградио бањске објекте.
Године 1820. у бањи је боравио Јохан Волфганг Гете који се почео залагати за савремене методе лечења. Гетеов боравак је повећао број посетилаца бање.
Од 1897. британски краљ Едвард VII девет је пута посетио бању што је на бању скренуло пажњу светске јавности. Тада се отварају и многи хотели у бањи. 
За време Првог светског рата развој је успорен, али се после рата и настанка Чехословачке републике гости опет враћају. За време Велике кризе развој бање је опет успорен, али је бањски карактер града сачуван будући да није било већих разарања за време Другог светског рата. После одлазка немачког становништва град је изгубио на значају али је после 1989. године и у последњих 15 година дошло до великог напретка.

## Партнерски градови
- Бад Хомбург
- Малверн
- Кјанчано
- Вајден ин дер Оберпфалц
- Marcoussis
- Нижњи Тагил
- Фрајтал